# Madeleine Wanamaker
Madeleine Wanamaker (Neenah, 14 de febrero de 1995) es una deportista estadounidense que compite en remo.
Ganó dos medallas en el Campeonato Mundial de Remo, oro en 2018 y bronce en 2022. Participó en los Juegos Olímpicos de Tokio 2020, ocupando el séptimo lugar en la prueba de cuatro sin timonel.

## Palmarés internacional
| Campeonato Mundial | Campeonato Mundial       | Campeonato Mundial | Campeonato Mundial |
| Año                | Lugar                    | Medalla            | Prueba             |
| ------------------ | ------------------------ | ------------------ | ------------------ |
| 2018               | Plovdiv (Bulgaria)       | Medalla de oro     | Cuatro sin timonel |
| 2022               | Račice (República Checa) | Medalla de bronce  | Dos sin timonel    |